# پاپ سیکستوس چهارم
پاپ سیکتوس چهارم (به لاتین: Sixtus IV) (۲۱ ژوئیه ۱۴۱۴ – ۱۲ اوت ۱۴۸۴) یکی از پاپ‌های کلیسای کاتولیک بود که در ایتالیا به دنیا آمد و از سال ۱۴۷۱ میلادی تا سال ۱۴۸۴ میلادی پاپ بود.

## نگارخانه

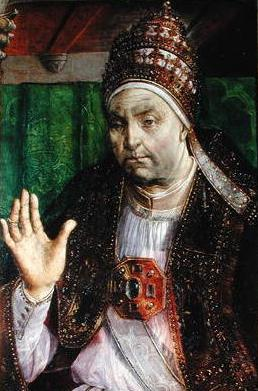